# Миклашевський Йосип Михайлович
Йо́сип Миха́йлович Миклашевський (*4/16 квітня 1882, Петербург, Російська імперія— † 2 вересня 1959, Харків, СРСР) — український музикознавець, піаніст і педагог. Народився у Петербурзі.

## Життєпис
Закінчив училище правознавства, навчався в Петербузькому університеті (1900-09), згодом закінчив Київське музичне училище, педагог по класу фортепіано — Володимир Пухальський, теорії музики — Євген Риб і Петербурзьку консерваторію — 1913-го екстерном.
Щоб заробити, у 1909—1910 роках веде колонки музичної критики в газетах «Киеские вести» та «Киевская почта».
В 1913—1918 роках — директор Петербурзького музичного інституту. 1918-го переїздить до Харкова із хворою сестрою Вірою. З 1919 року працював педагогом у Харкові, працював у музичних школах та студіях, читав лекції. Виступав як піаніст.
Вчений ступінь кандидата отримав без захисту дисертації — за дослідження «Музична і театральна культура Харкова».
Нащадок Стародубського полковника Михайла Миклашевського. Дитинство провів у родовому маєтку Понурівці на Стародубщині.
Автор праць:

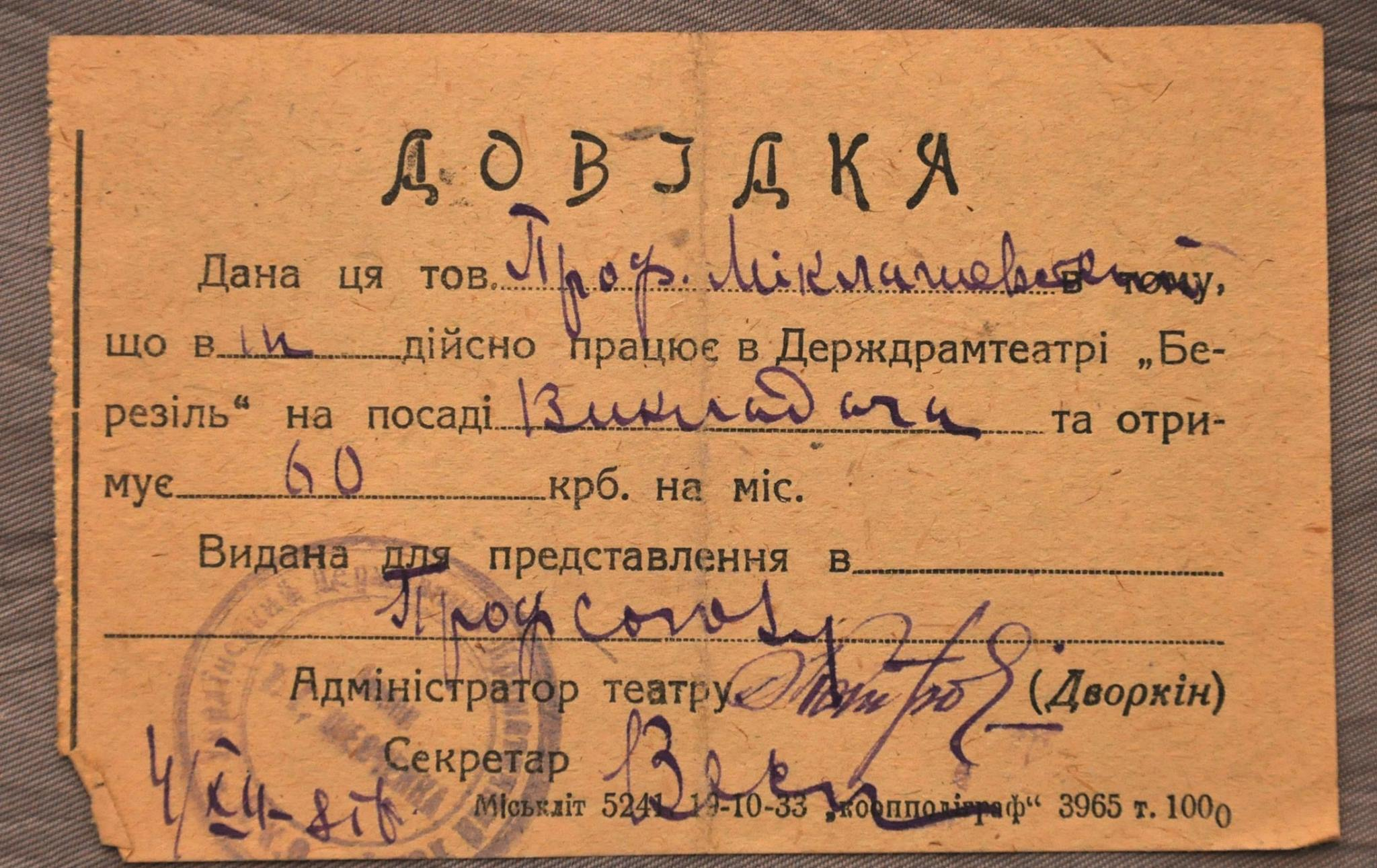

- «Що дав Жовтень музиці» // Культура і побут.-1928.-- № 19, 20, 21.
- «Чайковський в Харкові» // Радянська музика.-1940.-- № 3.
- «Харьковский университет как центр музыкальной культуры Слободской Украины в первой половине XIX века // Ученые записки Харьковского университета. Труды филологического факультета.» -Х., 1956.-Т.3.(рос.)
- «Музична і театральна культура Харкова кінця XVIII — першої половини XIX ст.» — К., 1967